# Mitxúrina (Tambov)
|  | Per a altres significats, vegeu «Mitxúrina». |

Mitxúrina (en rus: Мичурина) és un poble (un possiólok) de l'óblast de Tambov, a Rússia, segons el cens del 2010 tenia 565 habitants.